# Schorpioenen (paramilitair)
De Schorpioenen (Servisch: Шкорпиони, Škorpioni) waren een Servische paramilitaire groep die de niet-Servische bevolking terroriseerde tijdens de oorlogen in Joegoslavië, waaronder de val van Srebrenica. De groep werd opgericht in 1992 tijdens de afscheidingspoging van de Republiek Servisch Krajina. De leider van de Schorpioenen was Slobodan Medić.
De Schorpioenen waren verantwoordelijk voor verschillende gruwelijkheden tijdens de oorlogen in Joegoslavië, waaronder de executie van vele moslimmannen na de val van Srebrenica. Commandant Slobodan Medić en drie andere leden van de Schorpioenen werden veroordeeld door een Servische rechtbank voor de moorden in Srebrenica. Schorpioenleider Saša Cvjetan werd door een Servische rechtbank veroordeeld tot twintig jaar gevangenisstraf voor zijn rol in de moorden van Podujeva in Kosovo.
Sloveense Oorlog (1991) · Kroatische Oorlog (1991-95) · Bosnische Burgeroorlog (1992-95) · Kroatisch-Bosniakse Oorlog (1992-94) · Kosovo-oorlog (1998-99) · Operatie Allied Force (1999) · Conflict in de Preševo-vallei (2001) · Macedonisch conflict (2001)